# Dorin Ivan
Dorin Ivan (n. 19 mai 1955, comuna Pietroasele, județul Buzău) este un jurnalist, scriitor membru al Uniunii Scriitorilor din România, membru al Uniunii Ziariștilor Profesioniști din România, Filiala Agerpres București, corespondent special al Agenției Naționale de Presă Agerpres (2002-2020) pentru județul Buzău, președinte de onoare al Asociației Jurnaliștilor din județul Buzău, .

## Biografie

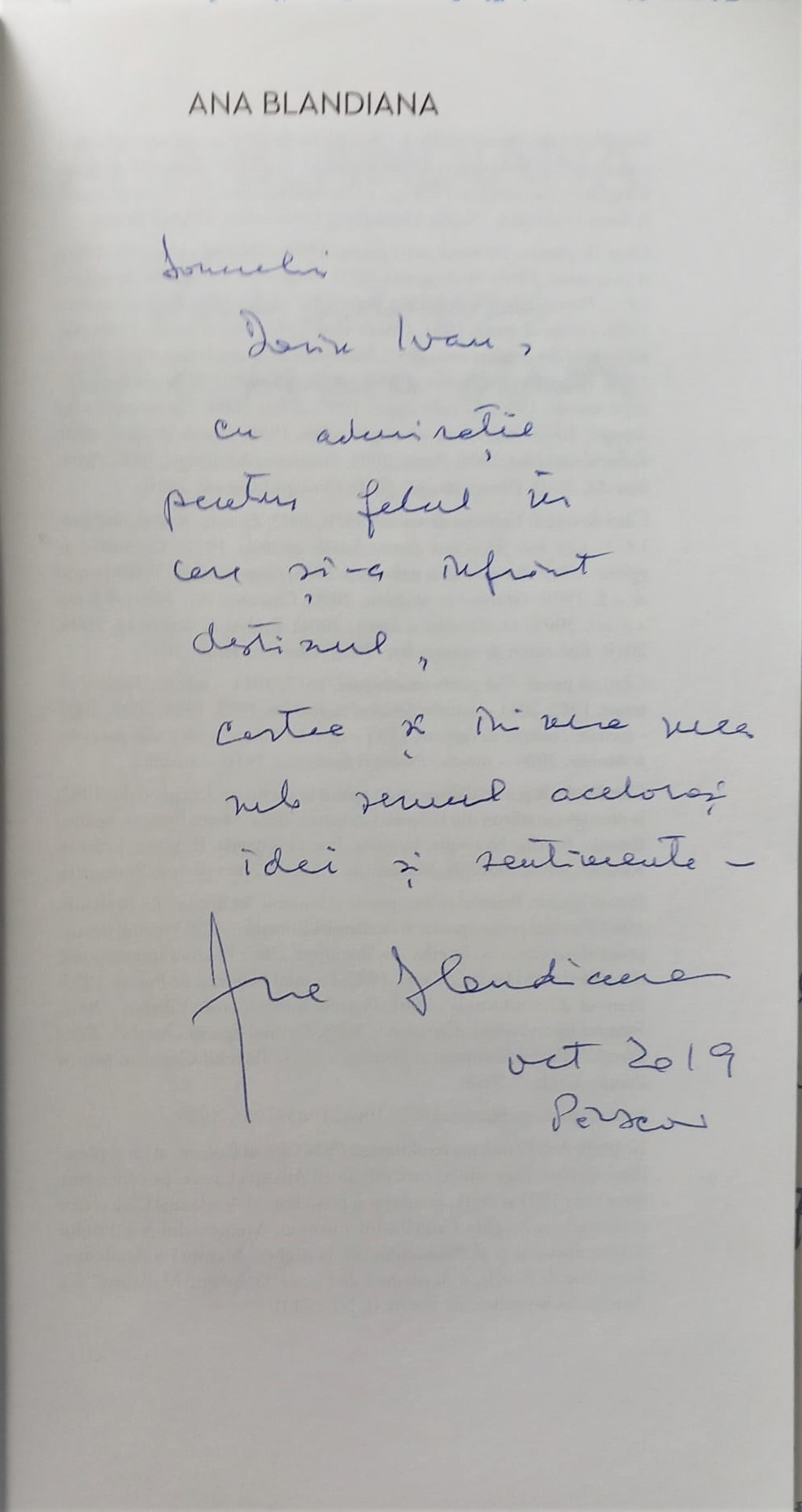
Dedicație Ana Blandiana pe cartea "Variațiuni pe aceeași temă", Editura Humanitas, 2019.

Dorin Ivan s-a născut în ziua de 19 mai 1955, în comuna Șarânga, în prezent sat al comunei Pietroasele din județul Buzău. După absolvirea claselor gimnaziale, urmează cursurile Colegiului B.P. Hasdeu din Buzău, (1970-1974). Continuă studiile la Facultatea de ziaristică de pe lângă Academia de studii social-politice (1985-1989); Studii post-universitare de sociologie, Universitatea București (1992-1994); Dreptul informațiilor, Universitatea Ecologică (2008-2010); Facultatea de Drept, Universitatea Spiru Haret București (2010-2014). Este colaborator teritorial al Centrului de Sociologie Urbană și Regională București.

## Activitate profesională
În anul1980 devine corespondent județean al publicației "Agricultura socialistă" și este ales membru titular al Asociației Artiștilor Fotografi din România. Participă la saloanele internaționale de fotografie artistică și de presă (Gabrovo, Praga, Moscova, ș.a). Din anul 1981 a lucrat ca fotoreporter principal și corector la săptămânalul Viața Buzăului din Buzău. A obținut două premii naționale pentru fotografie de reportaj acordate de Consiliul Ziariștilor din România, în 1983 și, respectiv, 1984, pentru ca în anul 1986 să primească Premiul național „Alexandru Sahia” pentru fotografie de presă oferit de Uniunea Scriitorilor din România și de Consiliul Ziariștilor din România. Publică articole în revista "Fotografia", pe probleme de critică și teoria imaginii. Pentru prima dată în România aplică metoda structurală în analiza mesajului vizual.

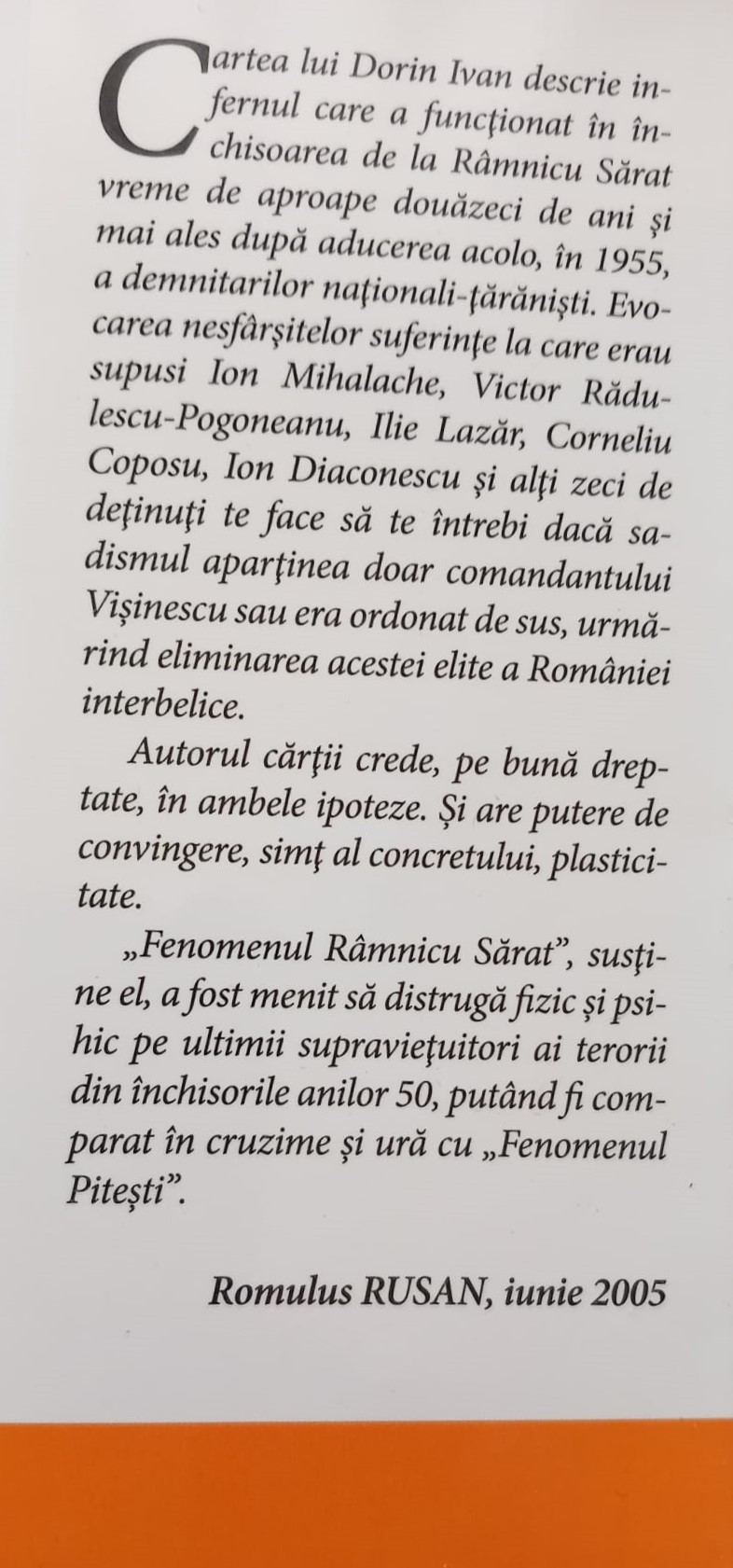
Romulus Rusan. Coperta interioară a cărții "Experimentul Râmnicu Sărat. Ediția a 2-a, 2016.

După 1990 este jurnalist la cotidianul Opinia din Buzău, iar în perioada 1998-2002 a fost director și coordonator al publicației „Vestitorul de Râmnic” aparținând trustului de presă Opinia. A colaborat la Suplimentul Scânteia tineretului, Albina, România azi (limba chineză), Evenimentul zilei, Carnet literar, Luceafărul, Oglinda literară, Pro Saeculum, Dunărea de Jos, Vatra Nouă, Ateneu. A fost director al Editurii "Irineu Mihălcescu" și administrator al siteului Vestitorulromanesc.ro.

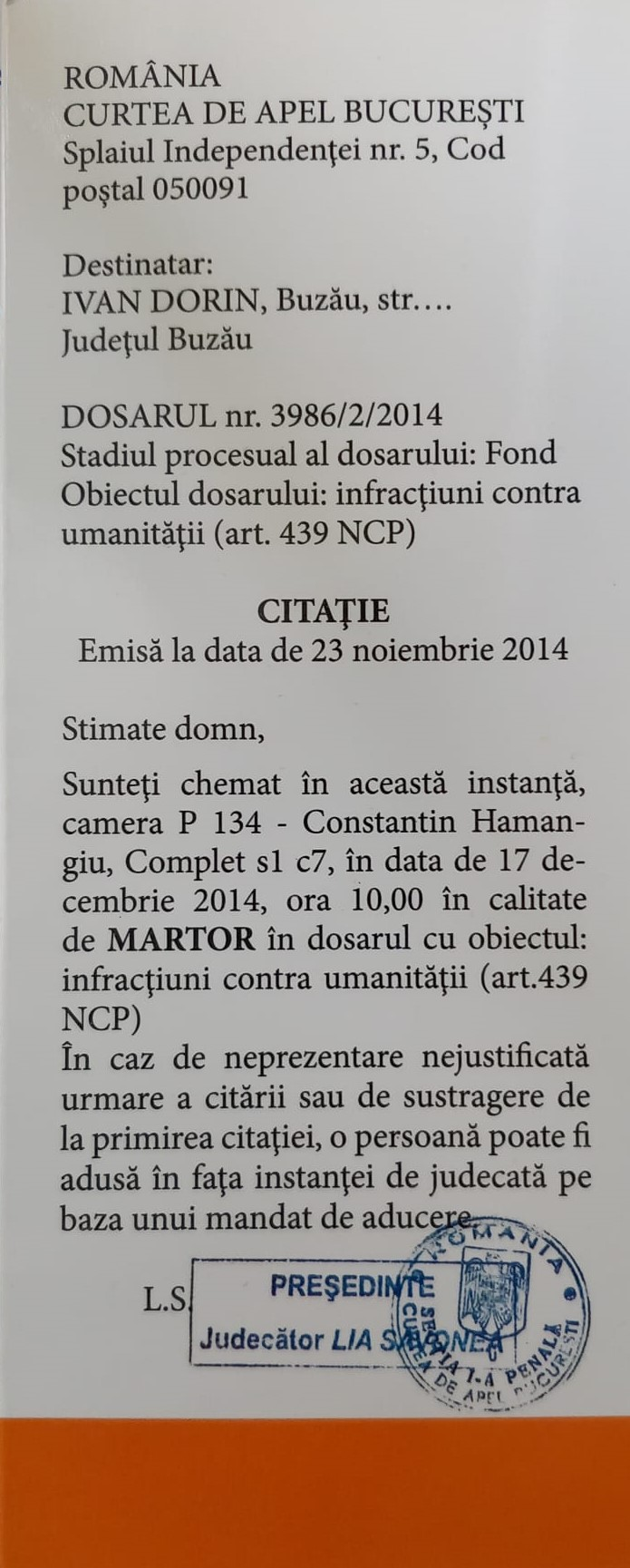
"Experimentul Râmnicu Sărat". Ediția a 2-a, 2016. Coperta interioară.

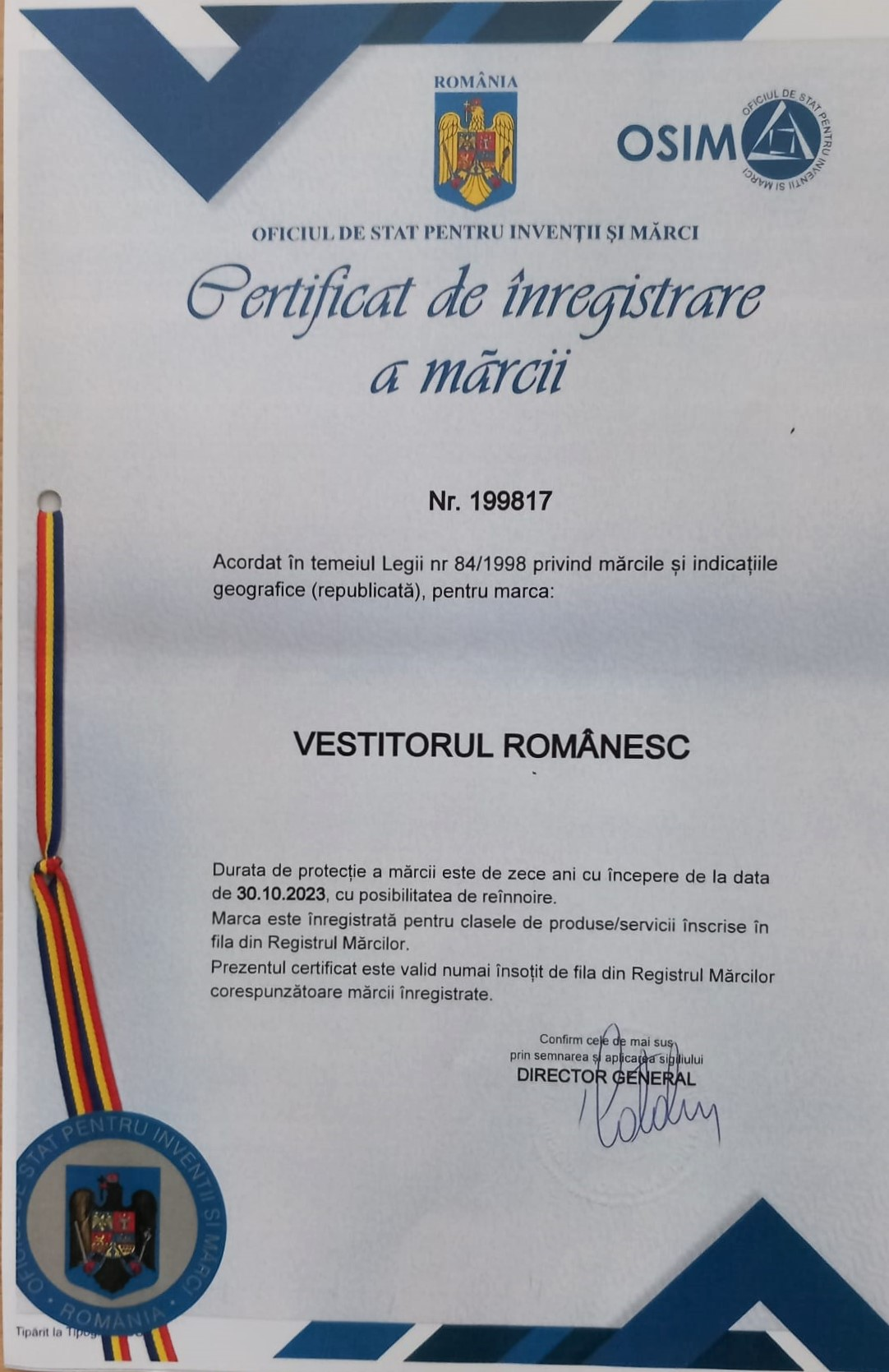
Editura Vestitorul românesc - marcă înregistrată OSIM. Director Dorin Ivan.

La 30 octombrie 2023, obține de la Oficiul de Stat pentru Invenții și Mărci Certificatul de înregistrare al Editurii Vestitorul românesc.
A fost corespondent special al Agenției Naționale de Presă Agerpres în perioada 2002-2020.
Din anul 2000, desfășoară o intensă activitate civică în cadrul Fundației Mitropolit Irineu Mihălcescu unde deține funcția de prim-vicepreședinte și apoi pe cea de președinte, în perioada 2014 - 2024. În 2013, a participat la Congresul Național de Istoria Presei de la București, cu lucrarea Corneliu Ștefan, Gazetarii mor în picioare, și în 2016, la Congresul Internațional de Istoria Presei de la Timișoara, cu studiul Mitropolitul Irineu Mihălcescu, jurnalist din prima linie. 
A colaborat cu Fundația Academia Civică condusă de poeta Ana Blandiana și Romulus Rusan, precum și cu istoricul și diplomatul Andrei Muraru, ambasador extraordinar și plenipotențiar al României în Statele Unite ale Americii, fost consilier prezidențial al Președintelui României (22 decembrie 2014 – 7 iulie 2021) și președinte executiv al IICCMER (perioada 2012 – 2014), cartea „Experimentul Râmnicu Sărat”, cu o prefață semnată de scriitorul Romulus Rusan, fiind considerată una din probele importante în dosarul Vișinescu (Crime împotriva umanității, Dosar nr.3986/2/2014)

## Activitate literară
Dorin Ivan și-a început ucenicia literară sub îndrumarea poetului și publicistului Dumitru Ion Dincă, a scriitorilor Romulus Rusan și Corneliu Ștefan și s-a specializat pe genul literar roman istoric. Criticul și istoricul literar Ioan Holban susține că: Memoriile lupului singuratic (Editura Tipo-Moldova, 2014) a lui D.I. Delapetra (Dorin Ivan) reprezintă un semn că specia romanului istoric din proza noastră contemporană s-ar putea reinventa, după atâtea eșecuri și de tot rare succese în ultimii șaizeci de ani”
Primul volum editat este unul de publicistică Fântâna tămăduirii (1990), urmat de  Amintiri dintr-o altă eternitate, (1999), Editura Omega. Au urmat Mitropolitul Irineu Mihălcescu: viața și opera (2000). Primul volum de povestiri, Duhovnicul Mareșalului și alte povestiri, Editura Irineu Mihălcescu (2003) are ca punct de pornire întâmplări adevărate pe marginea cărora autorul creează narațiunile. În 2005, apare volumul Experimentul Râmnicu Sărat în care sunt  prezentate atrocitățile la care erau supui deținuții, marea majoritate politici, în penitenciarul Râmnicu Sărat. Refacerea podului de peste râul Buzău, avariat din cauza ploilor din 2005, constituie subiectul volumului publicistic Podul Președintelui: cronica de la Mărăcineni (2006). În 2009 îi apare volumul Corneliu Coposu, un stoic contemporan, tradus în limba engleză în anul 2010. Evenimentul de la Mihăilești, din 24 mai 2004, este consemnat în volumul Tragedia de la Mihăilești: justiție și adevăr (2009). Au urmat mai multe volume de povestiri, majoritatea inspirate din întâmplări reale: Duminica Orbului. Povestiri (2009), Fiul lui Athanaric: roman (2011), Călător în constelația rătăciților (2013). La 10 ani de la moartea lui Corneliu Ștefan, fondatorul cotidianului Opinia, publică volumul Gazetarii mor în picioare: dialoguri cu Corneliu Ștefan (2013). În anul 2013 este distins cu Premiul național pentru publicistică ”Vasile Voiculescu” de la Pârscov, pentru volumul de publicistică Diavolul din călimară. Semnează cu pseudonimul literar D.I. Delapetra.
În perioada 23-24 mai, Dorin Ivan, participă la Congresul Internațional de Istoria Presei, ediția 2025, de la  Constanța, eveniment organizat de Asociația Română de Istorie a Presei (ARIP), împreună cu Universitatea Ovidius, Organizația de Management al Destinației Mamaia-Constanța și Muzeul Militar Național „Regele Ferdinand I”, unde a prezentat lucrarea „Episcopul Dionisie Romano, pașoptist pătimaș, gazetar rebel – Studiu de caz, Vestitorul bisericesc, Buzău, 1839, prima gazetă religioasă și morală”. Lucrarea are o abordare originală, profund documentată și revelatoare a unei figuri insuficient cunoscute din istoria noastră culturală și bisericească: episcopul Dionisie Romano (1806–1873). Prin aceasta, Dorin Ivan aduce în atenția publicului și a cercetătorilor un moment fondator în presa bisericească românească, dar și un portret curajos și complet al unui cărturar implicat activ în tumultul social, politic și spiritual al secolului al XIX-lea.
Este membru al Uniunii Scriitorilor din România, membru al Uniunii Ziariștilor Profesioniști din România și Președinte de onoare al Asociației jurnaliștilor din județul Buzău.
Ca o apreciere a valorii cărților publicate și a activității publicistice, în 2013, i se acordă, de către Consiliul Local Buzău titlul de Cetățean de onoare al municipiului Buzău.

## Premii literare
- 2013 - Premiul național pentru publicistică ”Vasile Voiculescu” cu volumul Diavolul din călimară, Editura Tipo-Moldova.[7]
- 2013 - Premiul pentru jurnalism de investigație „Lazăr Băciucu”.
- 2015 - Premiul special pentru roman, Trilogia „Tezaurul blestemat”, (romanele Fiul lui Athanaric, Aurul și Puterea, Noul Mesia) la Concursul Național „Vasile Voiculescu”.
- 2018, Premiul Cartea anului 2018 pentru romanul „Prințesa roșie și condeierul” acordat de Uniunea Scriitorilor din România, filiala Proză, București.

## Lucrări apărute

### Monografii - reportaj
- Amintiri dintr-o altă Eternitate, Editura Alpha, 1999
- Ion Rațiu sau tentația martirajului, Editura I. Mihălcescu, 2000
- Istorii râmnicene, Editura I. Mihălcescu, 2001
- Slam Râmnic, Editura Tempus, 2003
- Experimentul Râmnicu Sărat, Editura I. Mihălcescu, 2005[8]
- Podul Președintelui, Cronica de la Mărăcineni, Editura Pamfilius, Iași, 2006
- Tragedia de la Mihăilești, Justiție și Adevăr, Editura Omega, 2009
- Diavolul din călimară, Opera Omnia, publicistică, Editura Tipo-Moldova, 2013
- Pușcăria Râmnicu Sărat, Editura Tipo-Moldova, 2014

### Eseu
- Corneliu Coposu, un stoic contemporan, Editura Omega, 2009[9]
- Gazetarii mor în picioare, dialoguri cu Corneliu Ștefan, Editura Omega, 2013
- Dorin Ivan, LVlll, Editura Editgraph, 2013
- Destine exemplare, De la Gandhy la Coposu, Editura Editgraph, 2022
- Pamfil Șeicaru, Cavalerul iluziilor pierdute, Editura UZP, 2023

### Proză scurtă
- Duhovnicul Mareșalului și alte povestiri, Editura I. Mihălcescu, 2003[10][11][12]
- Duminica orbului, Povestiri, Editura Rafet, 2009
- Panta rei, 9 povestiri cu tâlc, Editura Omega, 2011
- Filantropica, povestiri, Editura Antares, Galați, 2010
- Călător în constelația disperaților, Editura Tipo-Moldova, Iași, 2013
- Apocalipsa după Irineu, Întâmplări din lumea veche, povestiri, Editura Teocora, 2016
- Obidiți și rătăciți, Întâmplări din lumea celor fără de noroc, povestiri, Editura Teocora, 2016
- Dulcele gust al puterii, Întâmplări din lumea nouă, povestiri, Editura Teocora, 2016

### Roman
- Fiul lui Athanaric, Editura Omega, 2011
- Noul Mesia, Editura Editgraph, 2014
- Aurul și puterea, Editura Editgraph, 2015
- Prințesa roșie și condeierul, Editura Eikon, București, 2018[13]
- Ovidiu Tomitanul, Editura Teocora, 2019
- Revoluția cârtițelor, Editura Editgraph, 2019
- Inocenția și Diavolul șchiop, Editura Teocora, 2020
- Ultima vacanța pe Terra, Editura Editgraph, 2020
- Utopicul, roman, www.Vestitorulromanesc.ro, 2020
- Prințesa roșie și condeierul, vol.2, Iubirea interzisă, 2024

### Volume colective
- Next Up, Editura Exigent, 2023, volum editat de Uniunea Scriitorilor din România, Filiala Proză București.

### Ediții îngrijite:
- Mitropolit Irineu Mihălcescu, Catehismul creștinului ortodox, ediție româno-aromănă, Editura Omega, 2010
- Irineu Mihălcescu, Sinodul al lll-lea de la Efes, Editura Omega, 2011
- Irineu Mihălcescu, Istoria religiunilor lumii (trei volume), Editura Omega, 2012

## Cărți traduse în limbi străine:
- Corneliu Coposu, a Senior of the Romanian Gulag, Editura Omega, 2010
- Las increibles aventuras de los caballeros visigotos, De Dacia Carpathian a la Dolce Espania (limba spaniolă), Editura Teocora, 2018
- Gold and Power, The Tremendous Adventures of Pietroasa-Buzau Treasure (limba engleză), Editura Teocora, 2019
- Le faux Messiah (limba franceză), Editura Vestitorul românesc, 2024